# Ibrahim Largou
Ibrahim Largou (arab. ابراهيم لاركو, ur. 1 października 1983 w Oued Zem) – marokański piłkarz, grający jako lewy obrońca w Widad Témara.

## Klub

### Początki
Zaczynał karierę w Olympique Khouribga, gdzie grał w rezerwach do 2004 roku. Następnie, 1 lipca 2009 roku został zawodnikiem Difaâ El Jadida.

### Olympic Safi
1 lipca 2010 roku dołączył do Olympic Safi.
W sezonie 2011/2012 (pierwszym w bazie Transfermarkt) zagrał 12 meczów i raz asystował.

### Renaissance Berkane
20 grudnia 2012 roku został zawodnikiem Renaissance Berkane. W tym zespole zadebiutował 30 grudnia 2012 roku w meczu przeciwko Raja Casablanca (porażka 3:2). Dostał czerwoną kartkę. Pierwszą asystę zaliczył 8 lutego 2013 roku w meczu przeciwko Moghreb Tétouan (1:1). Asystował przy bramce Amine El Kassa w 65. minucie. Łącznie zagrał 11 meczów i trzykrotnie asystował.

### Powrót do Churibki
1 lipca 2013 roku został zawodnikiem Olympique Khouribga. W tym zespole ponownie zadebiutował 27 sierpnia 2013 roku w meczu przeciwko KAC Kénitra (1:1). Zagrał cały mecz. Łącznie po powrocie zagrał 58 meczów, strzelił gola i miał 5 asyst. Zdobył też puchar Maroka w sezonie 2015/2016.

### Chabab Atlas Khénifra
6 września 2016 roku został zawodnikiem Chabab Atlas Khénifra. W tym zespole zadebiutował 25 września 2016 roku w meczu przeciwko Raja Casablanca (1:1). Zagrał cały mecz. Pierwszego gola strzelił 2 grudnia 2016 roku w meczu przeciwko FUS Rabat (porażka 1:3). Do siatki trafił w 8. minucie. Pierwszą asystę zaliczył 9 kwietnia 2017 roku w meczu przeciwko Chabab Rif Al Hoceima (3:0). Asystował przy bramce Abdelmoula El Hardoumiego w 28. minucie. W sumie zagrał 20 meczów, miał gola i asystę.

### Dalsza kariera
1 lipca 2017 roku dołączył do Rapide Oued Zem. 22 września 2017 roku podpisał kontrakt z JS de Kasba Tadla. 1 lipca 2019 roku został zawodnikiem Unionu Touarga. 8 sierpnia 2022 roku został graczem Widadu Témara.